# Castillos cátaros

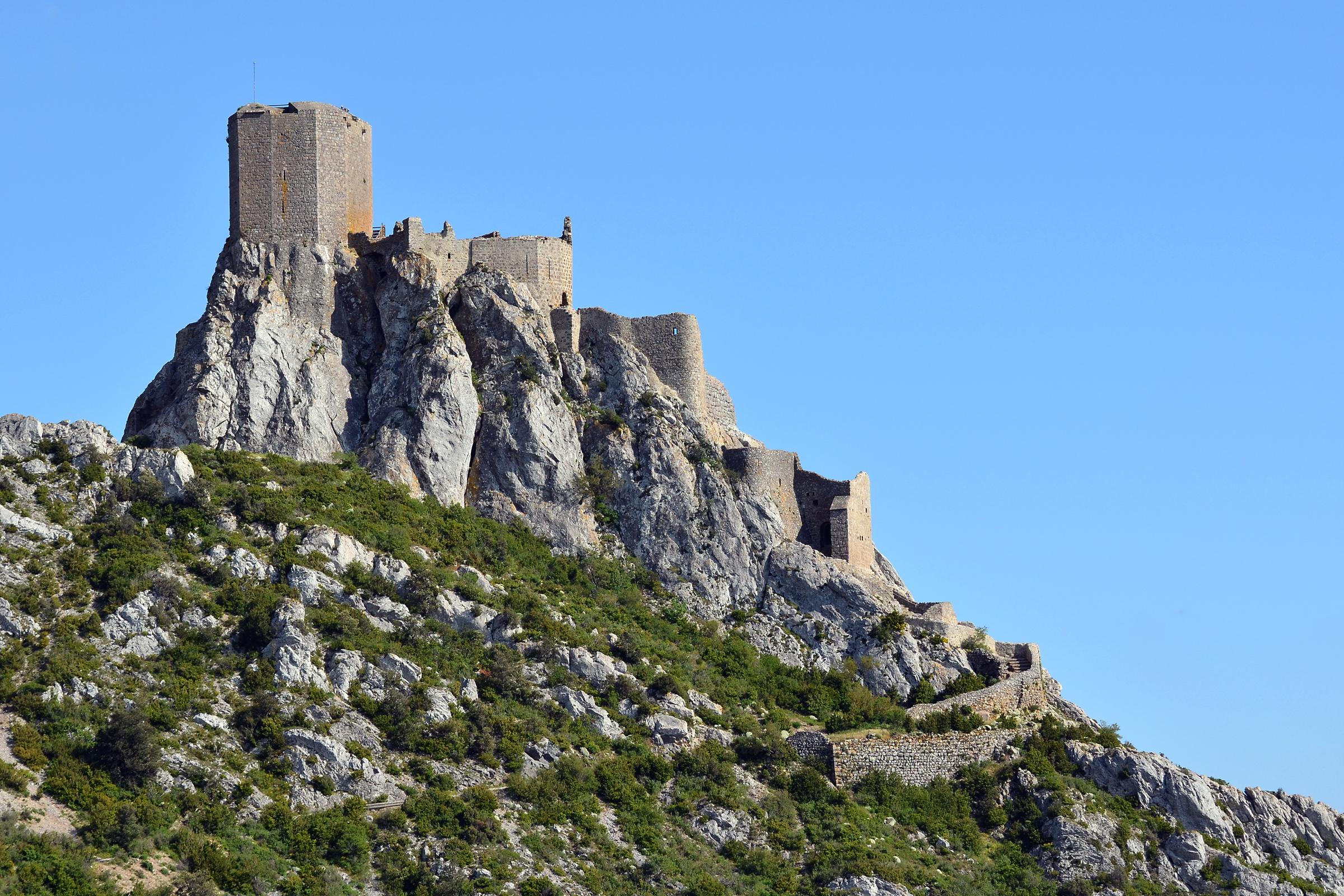
El castillo de Quéribus.

Castillos cátaros es un término utilizado por el turismo contemporáneo (al igual que País Cátaro) para designar, en forma arbitraria, al conjunto de fortalezas construidas por el rey de Francia en la frontera sur de sus dominios resultantes al final de la Cruzada albigense. Algunos de estos lugares habían conocido, con anterioridad al período de dominio francés, un hábitat en forma de pueblo rodeando la fortificación, pueblo susceptible de haber acogido cátaros y que fue arrasado a raíz de la erección de las ciudadelas. En sentido más estricto, habría que hablar de castillos del País Cátaro.
El concepto, pues, carece en sentido histórico de verosimilitud, y debe ser utilizado en exclusiva para referirse a un concepto enfocado al Turismo, restringiéndose su utilización en contextos referidos a la Historia.

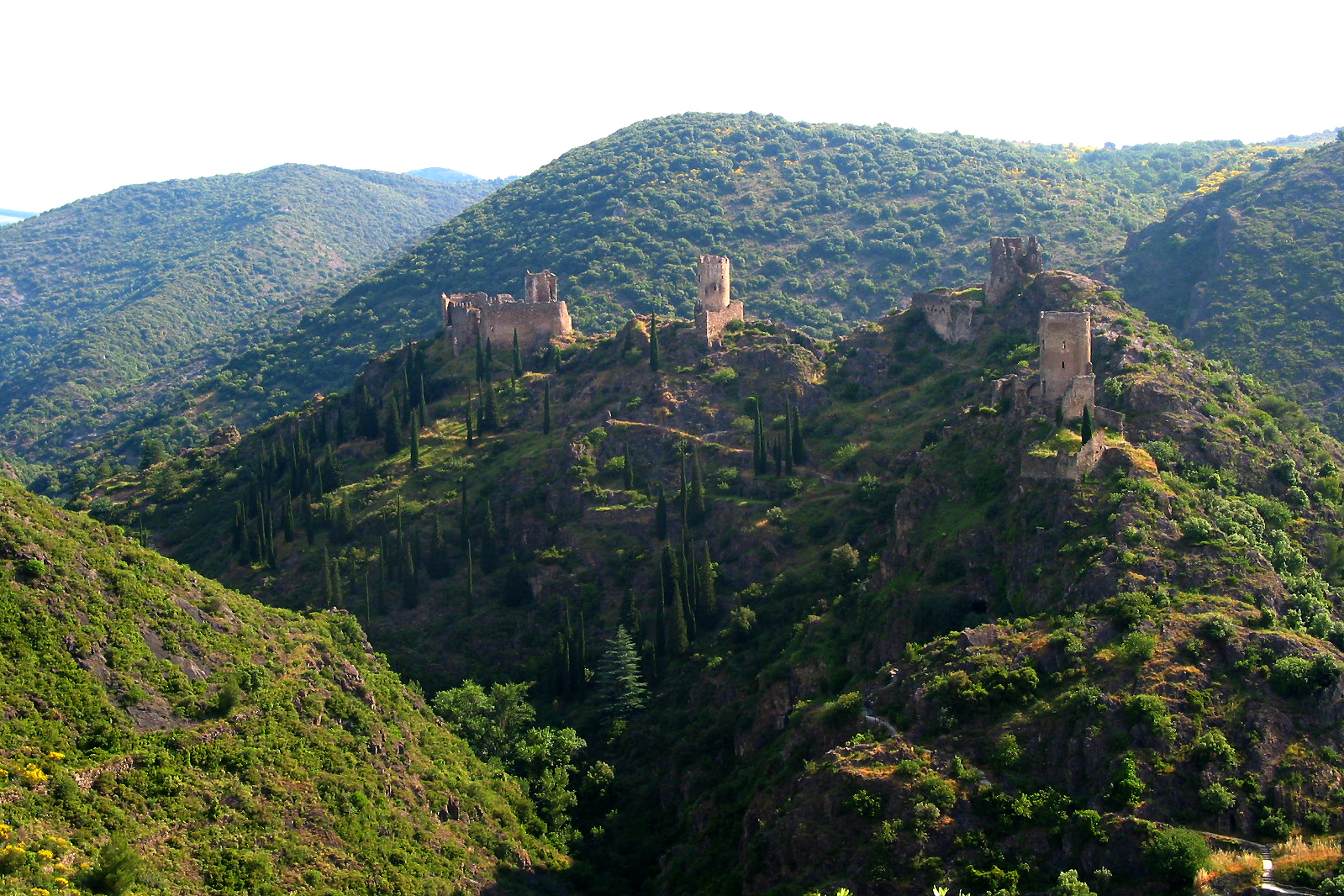
Castillos de Lastours.

## Los auténticos "castillos cátaros"
En Languedoc, los únicos auténticos "castillos cátaros" fueron los núcleos fortificados (castrum): Laurac, Fanjeaux, Mas-Saintes-Puelles y algunos lugares, como los castillos de Lastours, Montségur, Termes o Puilaurens fueron, sin embargo, unos castros antes de ser arrasados y convertidos en ciudadelas reales. La leyenda de los arquitectos y constructores cátaros no es sino la última versión del mito de Montségur. Los únicos monumentos que fueron testigos de los acontecimientos de la primera mitad del siglo XIII, y por tanto los únicos que podrían ser candidatos al calificativo de «cátaros», aunque la Iglesia cátara no construyese nada, son algunos pequeños castillos, a menudo totalmente desconocidos para el gran público, y cuyos magros vestigios están totalmente al margen de las grandes rutas turísticas.

## Las ciudadelas reales

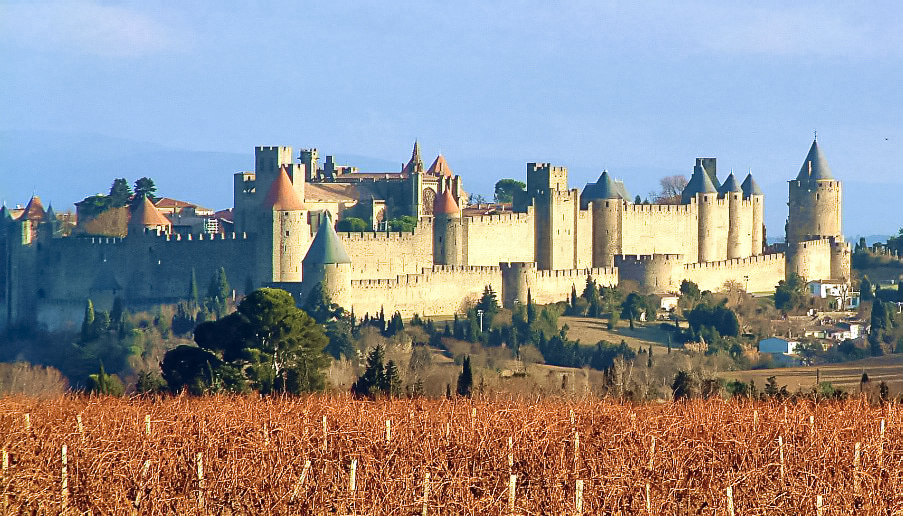
La ciudadela de Carcasona.

Tras el fracaso del intento de reconquista de Carcasona por Ramón Trencavel II, vizconde de la casa Trencavel, en 1240, la ciudadela de Carcasona fue considerablemente reforzada por el poder real francés, nuevo amo del territorio, que arrasa numerosos castra en la región de Corbières y erige ciudadelas para vigilar y proteger la frontera con la Corona de Aragón.
Estos cinco castillos fueron en la época denominados como «los cinco hijos de Carcasona»:
- Castillo de Aguilar
- Castillo de Peyrepertuse
- Castillo de Puilaurens
- Castillo de Quéribus
- Castillo de Termes

Las cinco fortalezas resistieron los diferentes ataques llevados a cabo por los ejércitos aragoneses. El sistema de defensa real se basaba en un centro logístico poderoso, consistente en los cinco hijos de Carcasona, con otros castillos dispersos sobre la zona fronteriza. Estos castillos de vigilancia se disponen ocupando las líneas de cresta, que ya habían sido ocupadas por los cátaros en razón de su estratégica posición.

## El abandono de las ciudadelas
En 1659, Luis XIV de Francia firma con el reino de España el tratado de los Pirineos, sellado por su matrimonio con la infanta María Teresa de Austria. Este tratado modifica las fronteras al ceder a Francia el Condado del Rosellón. Así, la frontera retrocede hacia la línea de cresta de los Pirineos, la frontera actual. Las distintas fortalezas perdieron desde ese momento su importancia estratégica. Aunque algunas conservaron una minúscula guarnición durante algún tiempo, a veces hasta la Revolución francesa, la mayoría cayeron lentamente en el olvido, convirtiéndose en refugio de pastores o en guaridas de bandoleros.

## Otros "castillos cátaros"

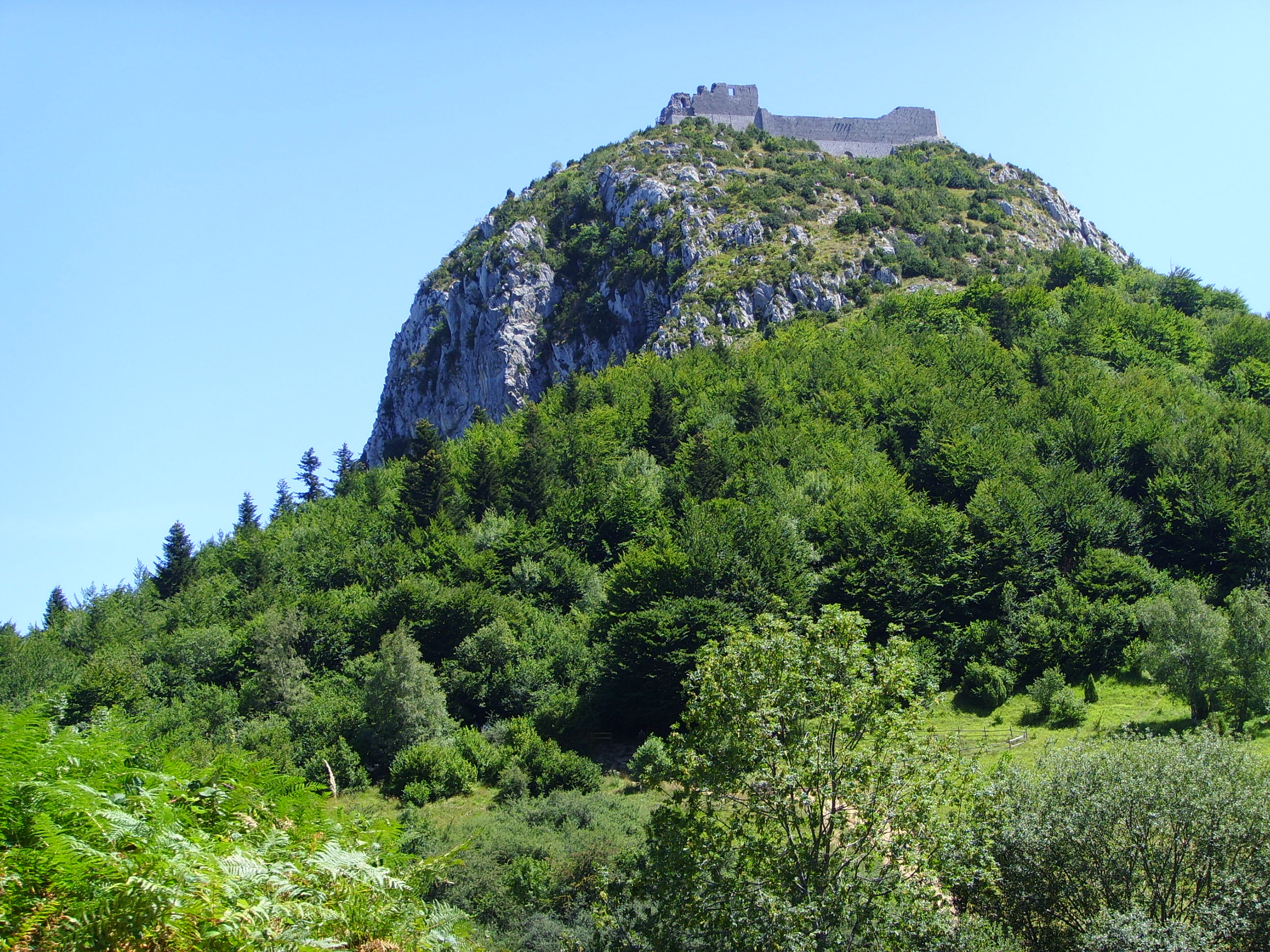
El Castillo de Montségur.

- Castillo de Arques
- Castillo de Durfort
- Castillos de Lastours
- Castillo de Montségur
- Castillo de Padern
- Castillo de Pieusse
- Castillo de Puivert
- Rennes-le-Château
- Castillo de Roquefixade
- Castillo de Saissac
- Castillo de Usson
- Castillo de Villerouge-Termenès
- Castillo de Lagarde
- Château de Foix